# Петровский, Фёдор Павлович
Фёдор Павлович Петровский (1907—1959) — начальник Управления НКВД по Новосибирской области, генерал-майор (1945).

## Биография
Член ВКП(б). С 7 мая 1943 до 7 октября 1950 начальник Управления НКВД — МВД по Новосибирской области. С 1952 заместитель начальника Управления строительства Волго-Донского канала.
С 13 марта 1952 по 12 марта 1953 года — первый заместитель начальника Главного управления пожарной охраны МВД СССР. С 12 марта 1953 по 4 декабря 1954 года — начальник Главного управления пожарной охраны МВД СССР.
Сын — Петровский, Владимир Фёдорович (1933—2014), дипломат.
Похоронен на Ваганьковском кладбище.

## Звания
- подполковник;
- комиссар государственной безопасности, 12.05.1943;
- генерал-майор, 09.07.1945. Лишен звания генерал-майора 27.08.56 Пост. СМ СССР № 1204-617с «как дискредитировавший себя за время работы в органах МВД и недостойный в связи с этим высокого звания генерала» [4]

## Награды
- Орден Красного Знамени;
- два ордена Трудового Красного Знамени;
- 4 ордена Красной Звезды..